# 家内
| ウィキペディアには「家内」という見出しの百科事典記事はありません（タイトルに「家内」を含むページの一覧/「家内」で始まるページの一覧）。 代わりにウィクショナリーのページ「家内」が役に立つかもしれません。 |